# واقفية

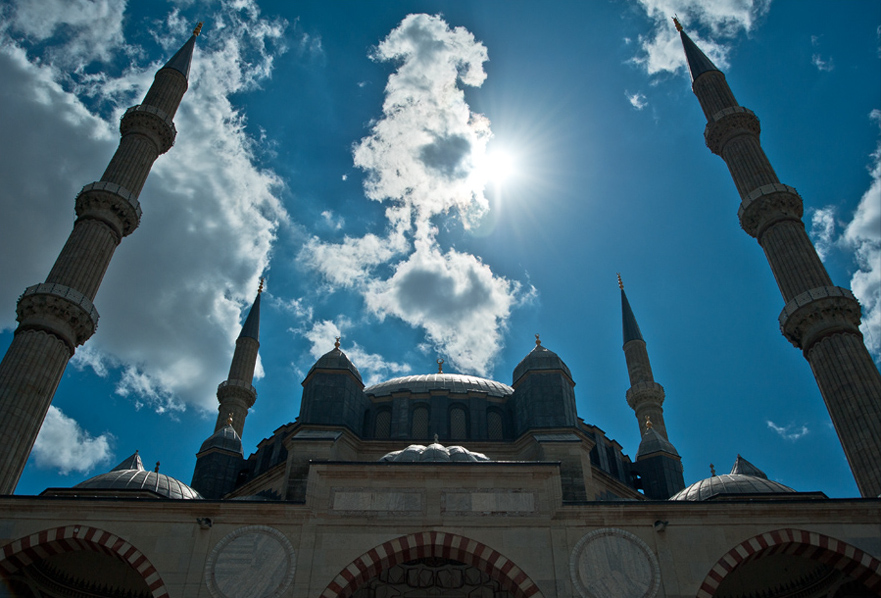

الواقفية فرقة من المتصوفة المبطلة بأنه لا يمكن التعرف إلى الله بالمعرفة، والخلق كلهم عاجزون.
وهي إحدى طوائف الشيعة منقرضة، وهم الذين وقفوا على الإمام السابع للشيعة موسى الكاظم، فلم يقولوا بإمامة من بعده، حيث زعموا أن موسى الكاظم لم يمت وأنه حي، وأنهم ينتظرون خروجه حيث أنه دخل في غيبة.

## الإمامة
استندت الطائفة الواقفية الشيعية في أقوالها إلى روايات وأدلة كثيرة من أن الامام موسى الكاظم هو المهدي وهو القائم، ومن أبرز هذه الروايات أنها سمعت روايات عن الامام جعفر الصادق انه قال: «إبني هذا - يعني الامام موسى الكاظم - هو القائم، وهو من المحتوم، وهو الذي يملاها قسطا وعدلا كما ملئت ظلما وجورا» ، وكذلك ما رووا أن جعفر الصادق قد سئل عن اسم القائم فقال: (اسمه اسم حديدة الحلاق).
كما نفت الطائفة الواقفية الشيعية إمامة الإمام علي الرضا بروايات كثيرة ومن أبرزها أنه: «هل سمع أحدا روى عن الإمام موسى الكاظم أنه قال: علي إبني وصيي أو إمام بعدي أو بمنزلتي من أبي أو خليفتي أو معنى هذا ؟ قال: لا».

## نسبة الشيعة الواقفية
استطاعت الطائفة الواقفة الشيعة جذب الاتباع والأنصار لها بطرقها المختلفة، حيث بلغ عدد رجالاتها (64) رجلا من مجموع اصحاب الامام موسى الكاظم الذين كان عددهم (274) رجلا، وهذا المجموع يمثل تيارا ضخما لايمكن ان يستهان به في التواجد الشيعي.

## مؤلفات
قام أتباع الطائفة الواقفية الشيعية تأليف العديد من الكتب، ومن أهمها: كتاب نصرة الواقفة ، وكتاب الصفة في الغيبة على مذهب الواقفة ، والواقفية استمروا لفترة زمنية طويلة حيث تذكر المصادر الشيعية أن الامام الحسن العسكري كان يجادل الواقفية.